# HC Kometa Brno v 1. české hokejové lize 1993/1994
Brno bylo po konci základní části na třetím místě. Lize dominoval ambiciózní Vsetín s obrovským náskokem, dva body před Brnem byla Slavia. Ve čtvrtfinále Brňané přešli v nejkratším možném čase přes Třinec, v úvodním duelu na Slavii sahali po výhře, ale nakonec padli po nájezdech. Zbylé dva semifinálové zápasy pak prohráli o tři branky a i pro tento rok se museli s vidinou postupu rozloučit.

## Nejlepší 1993 / 1994
| Jméno                    | Počet zápasů | Branky | Nahrávky | Body |
| ------------------------ | ------------ | ------ | -------- | ---- |
| Základní část + play-off |              |        |          |      |
| František Ševčík         | 44           | 22     | 25       | 47   |
| Jiří Vítek               | 44           | 23     | 19       | 42   |
| Martin Hrstka            | 41           | 15     | 24       | 39   |
| Jaroslav Smolík          | 38           | 18     | 13       | 31   |
| Tomáš Krásný             | 21           | 11     | 21       | 32   |
| Václav Král              | 43           | 12     | 14       | 26   |
| David Pazourek           | 43           | 11     | 13       | 24   |
| Miroslav Mach            | 22           | 11     | 12       | 23   |
| Jiří Súhrada             | 31           | 9      | 11       | 20   |
| Lukáš Smítal             | 35           | 15     | 2        | 17   |

## Základní část
| Vysvětlivka                   |
| ----------------------------- |
| Postup do čtvrtfinále playoff |
| Postup do předkola play off   |

| Poř. | Tým                      | Z  | V  | R | P  | VG  | OG  | B  |
| ---- | ------------------------ | -- | -- | - | -- | --- | --- | -- |
| 1.   | HC Zbrojovka Vsetín      | 40 | 33 | 4 | 3  | 188 | 61  | 70 |
| 2.   | HC Slavia Praha          | 40 | 24 | 7 | 9  | 176 | 107 | 55 |
| 3.   | HC Královopolská Brno    | 40 | 23 | 7 | 10 | 182 | 129 | 53 |
| 4.   | HC Slezan Opava          | 40 | 24 | 5 | 11 | 139 | 117 | 53 |
| 5.   | HC Slovan Ústí nad Labem | 40 | 18 | 9 | 13 | 121 | 105 | 45 |

### HC Slavia Praha
- HC Královopolská Brno – HC Slavia Praha 2 : 1
- HC Slavia Praha – HC Královopolská Brno 4 : 8
- HC Královopolská Brno – HC Slavia Praha 2 : 4
- HC Slavia Praha – HC Královopolská Brno 5 : 3

### HC VS VTJ Tábor
- HC Královopolská Brno – HC VS VTJ Tábor 6 : 2
- HC VS VTJ Tábor – HC Královopolská Brno 1 : 6
- HC VS VTJ Tábor – HC Královopolská Brno 4 : 6
- HC Královopolská Brno – HC VS VTJ Tábor 10 : 2

### HC Zbrojovka Vsetín
- HC Zbrojovka Vsetín – HC Královopolská Brno 5 : 2
- HC Královopolská Brno – HC Zbrojovka Vsetín 2 : 5

### H+S Beroun
- H+S Beroun – HC Královopolská Brno 4 : 4
- HC Královopolská Brno – H+S Beroun 5 : 1

### HC Slovan Ústí nad Labem
- HC Slovan Ústí nad Labem – HC Královopolská Brno 5 : 3
- HC Královopolská Brno – HC Slovan Ústí nad Labem 5 : 2

### HC Baník CHZ Sokolov
- HC Královopolská Brno – HC Baník CHZ Sokolov 1 : 2
- HC Baník CHZ Sokolov – HC Královopolská Brno 6 : 3

### HC Slezan Opava
- HC Slezan Opava – HC Královopolská Brno 5 : 3
- HC Královopolská Brno – HC Slezan Opava 5 : 1
- HC Královopolská Brno – HC Slezan Opava 7 : 2
- HC Slezan Opava – HC Královopolská Brno 2 : 2

### HC Brno/HC Přerov
- HC Královopolská Brno – HC Brno 4 : 3
- HC Přerov – HC Královopolská Brno 5 : 5

### HKC Prostějov
- HKC Prostějov – HC Královopolská Brno 1 : 1
- HC Královopolská Brno – HKC Prostějov 3 : 5
- HKC Prostějov – HC Královopolská Brno 4 : 4
- HC Královopolská Brno – HKC Prostějov 6 : 3

### TJ TŽ Třinec
- HC Královopolská Brno – TJ TŽ Třinec 6 : 3
- TJ TŽ Třinec – HC Královopolská Brno 2 : 4
- TJ TŽ Třinec – HC Královopolská Brno 8 : 2
- HC Královopolská Brno – TJ TŽ Třinec 6 : 3

### BK VTJ Havlíčkův Brod
- BK VTJ Havlíčkův Brod – HC Královopolská Brno 3 : 6
- HC Královopolská Brno – BK VTJ Havlíčkův Brod 7 : 1
- BK VTJ Havlíčkův Brod – HC Královopolská Brno 2 : 9
- HC Královopolská Brno – BK VTJ Havlíčkův Brod 5 : 5

### HC Havířov
- HC Královopolská Brno – HC Havířov 2 : 2
- HC Havířov – HC Královopolská Brno 3 : 6

### TJ Baník Hodonín
- TJ Baník Hodonín – HC Královopolská Brno 4 : 8
- HC Královopolská Brno – TJ Baník Hodonín 5 : 4
- TJ Baník Hodonín – HC Královopolská Brno 2 : 5
- HC Královopolská Brno – TJ Baník Hodonín 4 : 3

## Play-off

### Čtvrtfinále
1. utkání
| 1. března 1994 | HC Královopolská Brno | 3 – 0           | TJ TŽ Třinec | Zimní stadion Za Lužánkami, Brno |
|                | HC Královopolská Brno | (0:0, 0:0, 3:0) | TJ TŽ Třinec |                                  |

| Souhrn zápasu | Souhrn zápasu | Souhrn zápasu | Souhrn zápasu | Souhrn zápasu |
| ------------- | ------------- | ------------- | ------------- | ------------- |
|               |               |               |               |               |

2. utkání
| 2. března 1994 | HC Královopolská Brno | 5 – 3           | TJ TŽ Třinec | Zimní stadion Za Lužánkami, Brno |
|                | HC Královopolská Brno | (1:1, 3:0, 1:2) | TJ TŽ Třinec |                                  |

| Souhrn zápasu | Souhrn zápasu | Souhrn zápasu | Souhrn zápasu | Souhrn zápasu |
| ------------- | ------------- | ------------- | ------------- | ------------- |
|               |               |               |               |               |

3. utkání
| 5. března 1994 | TJ TŽ Třinec | 2 – 4           | HC Královopolská Brno | Werk Arena, Třinec |
|                | TJ TŽ Třinec | (0:2, 2:2, 0:0) | HC Královopolská Brno |                    |

| Souhrn zápasu | Souhrn zápasu | Souhrn zápasu | Souhrn zápasu | Souhrn zápasu |
| ------------- | ------------- | ------------- | ------------- | ------------- |
|               |               |               |               |               |

- HC Královopolská Brno – TJ TŽ Třinec 3:0 na zápasy

### Semifinále
1. utkání
| 12. března 1994 | HC Slavia Praha | 3 – 2 SN             | HC Královopolská Brno | Zimní stadion Eden, Praha |
|                 | HC Slavia Praha | (1:1, 1:1, 0:0, 0:0) | HC Královopolská Brno |                           |

| Souhrn zápasu | Souhrn zápasu | Souhrn zápasu | Souhrn zápasu | Souhrn zápasu |
| ------------- | ------------- | ------------- | ------------- | ------------- |
|               |               |               |               |               |

2. utkání
| 13. března 1994 | HC Slavia Praha | 3 – 0           | HC Královopolská Brno | Zimní stadion Eden, Praha |
|                 | HC Slavia Praha | (0:0, 2:0, 1:0) | HC Královopolská Brno |                           |

| Souhrn zápasu | Souhrn zápasu | Souhrn zápasu | Souhrn zápasu | Souhrn zápasu |
| ------------- | ------------- | ------------- | ------------- | ------------- |
|               |               |               |               |               |

3. utkání
| 16. března 1994 | HC Královopolská Brno | 3 – 6           | HC Slavia Praha | Zimní stadion Za Lužánkami, Brno |
|                 | HC Královopolská Brno | (1:0, 1:2, 1:4) | HC Slavia Praha |                                  |

| Souhrn zápasu | Souhrn zápasu | Souhrn zápasu | Souhrn zápasu | Souhrn zápasu |
| ------------- | ------------- | ------------- | ------------- | ------------- |
|               |               |               |               |               |

- HC Slavia Praha – HC Královopolská Brno 3:0 na zápasy

## Hráli za Kometu
- Brankáři Pavel Nešťák • Ladislav Blažek • Karel Čermák • Ivan Harvánek
- Obránci Karel Beran • Lubomír Oslizlo • Milan Murín • Alexandr Elsner • Milan Nedoma • Martin Světlík • Pavel Zubíček • David Havíř • Oldřich Kališ • Libor Zábranský • Ondřej Ohanka • Marek Vašák • Jan Mikel • Aleš Křetinský
- Útočníci František Ševčík • Jiří Vítek • Martin Hrstka • Jaroslav Smolík • Tomáš Krásný • Václav Král • David Pazourek • Miroslav Mach • Jiří Súhrada • Lukáš Smítal • Aleš Sochorec • Martin Mihola • Roman Vodák • Jiří Rech • Richard Fatrla • Radek Pospíšil • Robert Holý • Petr Boháč • Josef Drábek • Rudolf Grepl • Kamil Kastl • Pekka Tirkkonen • Sami Kapanen